# Vodní nádrž Morávka
Vodní nádrž Morávka je údolní přehradní nádrž na řece Morávce u stejnojmenné obce v Moravskoslezských Beskydech, vybudovaná v 60. letech 20. století. Hlavními účely nádrže jsou shromažďování zásob pro výrobu pitné vody a ochrana před povodněmi. Okolí nádrže podléhá hygienické ochraně a koupání v ní není povoleno.

## Historie stavby
Nádrž na toku Morávky, která by sloužila především k zadržování přívalových vod, byla původně počátkem 50. let připravována v lokalitě u Raškovic, 8 kilometrů níže po proudu. Na místě už začínaly přípravné práce, když byl koncem roku 1953 předložen alternativní projekt výše položené přehrady při ústí potoka Slavíče do Morávky, který kladl důraz na vodárenské využití nádrže. To při dobovém nedostatku vody pro rostoucí ostravskou aglomeraci (zvláště pak pro plánovaný Havířov) sehrálo důležitou roli. Stavba přehrady u Raškovic byla na poslední chvíli odvolána; zbyl z ní pouze kanál Morávka-Žermanice a k němu zřízený rozdělovací jez.
Alternativní návrh přehrady mezi masívy Travného (1 204 m) a Slavíče (1 056 m) nad Morávkou byl schválen, dopracován a v letech 1961 až 1964 proběhla stavba sypané zemní hráze. Na rozdíl od obvyklého hlinitojílovitého těsnění uvnitř hrázového tělesa byl v případě Morávky použit jinak ojedinělý asfaltobetonový povrchový plášť. Nedostatečné zkušenosti s tímto typem izolace a spěch při její instalaci se projevily při počátečním napouštění v roce 1965. Hráz prosakovala do té míry (přes 0,3 m³/s), že napouštění muselo být zastaveno a celá návodní strana hráze upravena a dotěsněna. Definitivní napuštění proběhlo teprve v letech 1966 až 1967. Odhad třicetileté životnosti asfaltobetonového těsnění se ukázal být realistický, když za povodně v září 1996 došlo k jeho prolomení a narušení tělesa hráze až do hloubky 1,6 metru. Trhlina byla rychle dotěsněna a začala se připravovat celková rekonstrukce hráze (právě dokončená vodárenská nádrž Slezská Harta však mohla posloužit jako náhrada, zatímco ještě o několik let dříve by odstavení Morávky nebylo myslitelné). Celková rekonstrukce při vypuštěné nádrži proběhla v letech 1997 až 2000; v jejím rámci bylo asfaltové těsnění hráze nahrazeno speciální PVC fólií, vybudována další výpustní štola a nová štola drenážní pro odvodnění svahu nad přehradou.

## Hlavní přítoky
- Morávka
- Slavíč

## Technické parametry
- objem hrázového tělesa: 0,652 milionu m³
- celkový objem nádrže: 12,0 milionu m³
- zásobní objem nádrže: 5,0 milionu m³
- stálý objem nádrže: 0,5 milionu m³
- hladina stálého nadržení: 491,10 m n. m.
- maximální zásobní hladina: 506,80 m n. m.
- maximální retenční hladina: 516,90 m n. m.
- průměrný průtok: 1,79 m³/s

## Elektrárna
- instalovaný energetický výkon:
  - Francisova turbína 0,05 MW
  - Bánkiho turbína 0,09 MW (osazena dodatečně v roce 1994)